# José Manuel de Goyeneche
José Manuel de Goyeneche y Barreda, I conte di Guaqui (Arequipa, 13 giugno 1776 – Madrid, 10 ottobre 1846), è stato un militare spagnolo, di origine creola.
Ebbe un ruolo importante durante le guerre d'indipendenza ispanoamericana al comando dell'esercito realista nell'Alto Perù.
In seguito alla vittoria contro gli indipendentisti nella battaglia di Guaqui fu nominato "conte di Guaqui" e "Grande di Spagna". Dopo il suo ritorno nella Penisola iberica occupò importanti ruoli nella Corte, quali quello di senatore a vita e consigliere onorario di Stato.

## Biografia
Nato ad Arequipa il 13 giugno 1776, José Manuel de Goyeneche y Barreda era il figlio secondogenito di Juan Crisóstomo de Goyeneche y Aguerrevere e di María Josefa Barreda y Benavides; il padre era un nobile originario di Valle de Baztán, in Navarra, che si era trasferito in Perù, dove lavorava nell'amministrazione coloniale.
Nel 1788 si trasferì in Spagna per completare gli studi, ospitato a Siviglia dallo zio Francisco Barreda Benavides, Amministratore Generale della Dogana. Fu in seguito nominato capitano del Reggimento dei Granatieri, e all'inizio del XIX secolo viaggiò in Europa per osservare le diverse organizzazioni militari degli eserciti allora impegnati nelle guerre napoleoniche; al termine scrisse un memoriale di viaggio e tradusse in lingua spagnola il manuale dell'esercito prussiano.
Nel 1808 fu mandato in America del Sud con lo scopo di reperire fondi per far fronte ai costi della guerra d'indipendenza spagnola; dopo aver svolto l'incarico di plenipotenziario per la corona spagnola a Buenos Aires viaggiò per le città dell'Alto Perù, e, passando per la sua città natale, Arequipa, arrivò a Lima, per entrare in contatto con il viceré, José Fernando de Abascal.
Nel 1809, allo scoppio delle ribellioni di Chuquisaca e di La Paz, fu incaricato da Abascal di reprimere quest'ultima sollevazione; partito da Cuzco a capo di un esercito di 5000 uomini, Goyeneche entrò nella città il 25 ottobre, attuando subito una durissima repressione contro gli insorti.
All'arrivo della notizia dello scoppio della Rivoluzione di Maggio a Buenos Aires, il viceré Abascal reincorporò temporaneamente l'Alto Perù al Vicereame del Perù; lo stesso giorno creò l'Esercito dell'Alto Perù, affidandone il comando a Goyeneche. Questi inviò contro l'esercito indipendentista il generale José de Córdoba y Rojas, che però fu sconfitto il 7 novembre 1810 a Suipacha. Pochi giorni dopo il colonnello realista Fermin de Piérola fu battuto ad Aroma dai ribelli della città di Cochabamba. Gli indipendentisti presero così il controllo dell'Alto Perù.
Confinato a nord del fiume Desaguadero, Goyeneche firmò un armistizio di 40 giorni con il capo politico dell'esercito indipendentista, Juan José Castelli; il patto non fu però rispettato. Dopo una serie di reciproche scaramucce, il 21 giugno 1811 il comandante realista attaccò i nemici nei pressi dell'unico ponte sul fiume. La battaglia di Guaqui si risolse in una completa vittoria da parte di Goyeneche.
Il comandante realista cominciò la sua avanzata in Alto Perù, sconfiggendo i ribelli e sottomettendo la città di Cochabamba al saccheggio e al terrore. Solo dopo aver sedato questa ribellione, Goyeneche fu in condizione di invadere il territorio argentino: allo scopo inviò il generale Pío Tristán, alla testa di un esercito di 3000 uomini. Le truppe realiste furono però sconfitte tra il 1812 e il 1813 nelle battaglie di Tucumán e di Salta, costringendo il comandante realista a ripiegare su Oruro.
Goyeneche, che aveva più volte offerto le proprie dimissioni, fu rimosso dal comando dell'esercito dal viceré Abascal. Fu insignito del titolo di "conte di Guaqui" e, al suo ritorno in Spagna, fu nominato tenente generale degli eserciti reali.
José Manuel de Goyeneche fu nominato Grande di Spagna il 4 settembre 1846; poco più di un mese dopo, il 10 ottobre, morì a Madrid.